# La Cage aux Folles (musical)
La Cage aux Folles, noto anche con il titolo Piume di struzzo, è un musical statunitense del 1983 di Jerry Herman (musica e testi) e Harvey Fierstein (libretto). È un adattamento dell'omonima opera teatrale francese di Jean Poiret del 1973, dalla quale era stato tratto nel 1979 il film Il vizietto.

## Trama
George e il suo compagno Albin gestiscono uno sfavillante locale notturno a Saint-Tropez, dove Albin si esibisce come drag queen con il nome d'arte di "Zazà". I due, che vivono insieme da oltre 20 anni, hanno cresciuto assieme Jean-Michel, figlio di George, nato da una fugace relazione eterosessuale con una ballerina. La tranquilla vita dei due viene però messa a dura prova quando Jean-Michel annuncia di essersi fidanzato con la figlia di un politico reazionario e ultraconservatore e che, in occasione della visita dei futuri suoceri, desidererebbe che Albin non fosse presente, per non fare cattiva impressione sul futuro suocero. Da qui ha inizio una serie di equivoci comici, che movimentano la vicenda fino a una conclusione a sorpresa.

## Numeri musicali

### Atto I
- We Are What We Are
- A Little More Mascara
- With Anne on My Arm
- With You on My Arm (ripresa)
- The Promenade
- Song on the Sand
- La Cage aux Folles
- I Am What I Am

### Atto II
- Song on the Sand (Reprise)
- Masculinity
- Look Over There
- Cocktail Counterpoint
- The Best of Times
- Look Over There (Reprise)
- Grand Finale

## Concept
Il titolo è un gioco di parole francese, intraducibile in italiano, fra "gabbia di matti" (in francese: "cage aux fous") e "gabbia di checche" (in francese la parola "folle" (letteralmente: "pazza"), che è il femminile di "fou", significa infatti "checca", cioè "omosessuale effeminato").

## Produzione
Il musical esordì il 21 agosto del 1983 e chiuse il 12 novembre 1987 dopo 1761 repliche. La regia dello spettacolo fu affidata ad Arthur Laurents e le coreografie a Scott Salmon. I protagonisti furono interpretati da Gene Barry e George Hearn. La produzione londinese aprì il 7 maggio 1986 e rimase in scena 8 mesi. La Compagnia della Rancia ha realizzato una versione italiana nella stagione 1991/1992 con Carlo Reali e Gianfranco Mari per la regia di Saverio Marconi. Nella stagione 1992-1993, il ruolo di Albin - Zaza è stato interpretato da Alessandro Fontana.
Fra le canzoni più popolari di questa produzione meritano menzione The Best of Times e soprattutto I Am What I Am ("sono quel che sono"), un inno alla "diversità" ("questo è il mio mondo, / quindi ci voglio un pizzico di orgoglio"), autentico "inno gay", divenuto celeberrimo anche fra il grande pubblico grazie all'interpretazione di numerosi cantanti, in primo luogo per la versione disco di Gloria Gaynor, che ha avuto uno ottimo successo di pubblico.
I Am What I Am è stata incisa, fra gli altri, anche dallo stesso Harvey Fierstein, e da Karen M. Mulder. Al contrario, le canzoni dallo stesso titolo incise dai Village People (contenuto nell'LP Macho Man del 1978), come pure quella incisa da Dido non hanno nessun legame con questo musical.

## Riconoscimenti
La produzione originale del 1983 vinse 6 Tony Award:
- Miglior musical
- Miglior libretto - Harvey Fierstein
- Miglior compositore - Jerry Herman
- Miglior attore in un musical - George Hearn
- Migliori costumi - Theoni V. Aldredge
- Miglior regia di un musical - Arthur Laurents

La riedizione del 2004 vinse 2 Tony Awards;
- Miglior revival di un musical
- Migliori coreografie - Jerry Mitchell